# Gerd Kostmann
Gerd Kostmann (né le 2 juillet 1941 à Stettin, actuellement Szczecin) est un footballeur est-allemand des années 1960.

## Biographie
Gerd Kostmann évolua comme attaquant dans le club de Motor Wolgast (de), en division inférieure jusqu'en 1964, date où il signa pour le club d'Empor Rostock. Avec ce club, il fut finaliste de la coupe de RDA en 1967, termina deuxième du championnat est-allemand en 1968 et il termina meilleur buteur du championnat est-allemand à deux reprises (1968 avec 15 buts et 1969 avec 18 buts). 
Il est le père de Marco Kostmann, ancien gardien et actuellement entraîneur des gardiens au FC Hansa Rostock depuis 2009. Il fut auparavant entraîneur des gardiens de la sélection ivoirienne lorsque Uli Stielike était le sélectionneur.

## Clubs
- 19??-1964 :  Motor Wolgast (de)
- 1964-1971 :  Empor Rostock puis Hansa Rostock

## Palmarès
- Coupe d'Allemagne de l'Est de football
  - Finaliste en 1967
- Championnat de RDA de football
  - Vice-champion en 1968
- Meilleur buteur du championnat est-allemand

- - Récompensé en 1968 et en 1969